# Zacaria ibne Adão
Zacaria ibne Adão Axari Comi (em persa: زکریا بن آدم اَشْعَری قمی; romaniz.: Zakaria ibn Adam Ash'ari Qomi) foi um Muadite (estudioso de hádice) xiita do século VIII e um dos companheiros de Jafar ibne Maomé Açadique (o sexto líder xiita). Foi um dos narradores (transmissor de hádice) de Muça ibne Jafar Alcadim (o sétimo líder xiita) e o agente de Ali ibne Muça Arrida (o oitavo líder xiita) e Maomé Aljauade (o nono líder xiita) em Qom, Irã.

## Genealogia
Zacaria ibne Adão Axari Comi também conhecido como Abu Iáia é da família "Alaxari" que migrou de Cufa para Qom. Seu pai é Adam ibn Abdullah ibn Sa'd Ash'ari, a quem Shaykh Tusi considerou um dos companheiros de Ja'far al-Sadiq (o sexto imã xiita). Adão ibne Abedalá narrou um hádice de Ali Arrida transmitido por seu filho Zacaria.
Seu irmão Ixaque ibne Adão foi um dos narradores de Ali Arrida e seu primo Zacaria ibne Idris também foi um dos narradores de Jafar Alçadique, Muça Alcadim e Ali Arrida.

## Sua posição com os imãs

### Jafar Alçadique e Muça Alcadim
Xeique Tuci considerou Zacaria ibne Adão Axari Comi um dos companheiros de jafar Alçadique. Nenhuma das fontes do estudioso do Islã o chamou de um dos companheiros de Muça Alcadim, mas ele foi mencionado entre os narradores (transmissor de hádice) deste Imam.

### Agente de Ali Arrida
Xeique Tuci também considerou Zacaria ibne Adão Axari Comi um dos companheiros de Ali Arrida. De acordo com algumas narrações, Ali Arrida encaminhou as pessoas para Zacaria ibne Adão em assuntos religiosos e o apresentou como confiável em assuntos de religião e do mundo. Ele recebeu os fundos religiosos do povo de Qom como agente do Imam. Em uma peregrinação do Hajj de Medina a Meca, Zacaria ibne Adão viajou com Ali Arrida.
De acordo com uma narração, Zacaria ibne Adão disse a Ali Arrida: "Quero deixar minha família porque os idiotas e as pessoas ignorantes aumentaram entre eles". O Imam lhe disse: "Ó Zacaria, não faça isso e não emigrar de Qom, através de sua existência, Deus remove a calamidade de sua família (em outra versão: do povo de Qom) por causa de você, assim como Ele remove a calamidade do povo de Bagdá por causa de meu pai Muça Alcadim".

### Agente de Maomé Aljauade
Zacaria ibne Adão também é considerado um dos companheiros de Maomé Aujaude. De acordo com a narração do livro Rijal al-Kashshi, era o agente do nono imame dos xiitas em Qom.

## Morte

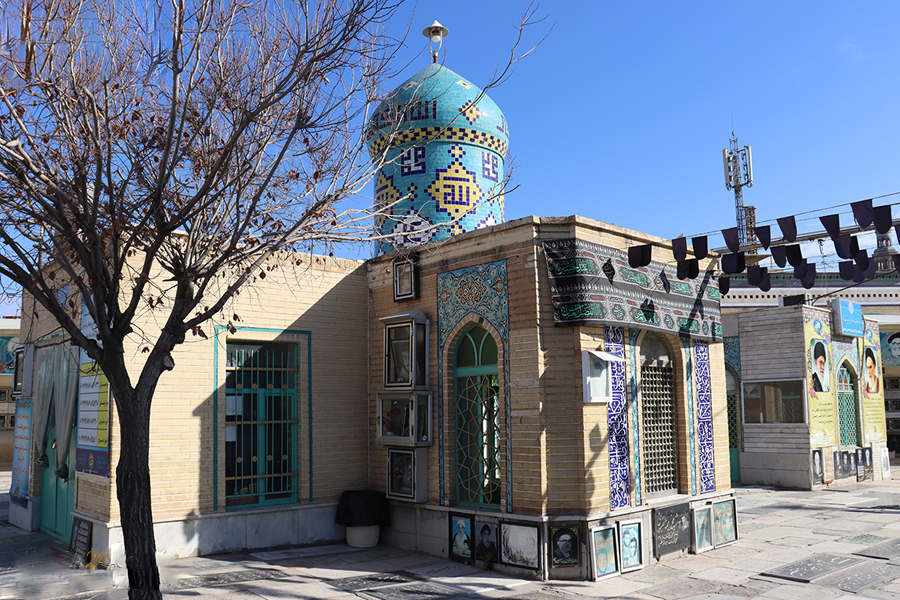
Túmulo de Zacaria ibne Adão Axari Comi, no cemitério Sheikhan, Qom, Irã.

Alguns dizem que a data da morte de Zacaria ibne Adão foi entre 819 e 835 EC (entre 204 e 220 A.H.) e na mesma época do nascimento de Maomé Aljauade (o nono imã xiita). Outros afirmam que Zacaria ibne Adão faleceu durante a vida de Maomé Aljauade e, após sua morte, o imã escreveu sobre ele em uma carta:
Que Deus tenha misericórdia dele no dia em que ele nasceu, no dia em que ele morreu e no dia em que ele ressuscitará. Durante sua vida, ele foi um místico, um crente e um defensor do direito à vida, e ele fez o que é obrigatório aos olhos de Deus e de Seu Mensageiro. Ele - que Deus tenha misericórdia dele - faleceu sem quebrar o pacto e sem mudar o veredicto. Que Deus o recompense por suas boas intenções e seus esforços.
Seu túmulo está localizado em Qom, no cemitério Sheikhan, próximo ao Santuário de Fátima Maçumé.